# Cecil Jonni Lauro
Cecil Jonni Lauro (kurz: CJL) war eine aus den drei Söhnen des Musikers Stephan Remmler bestehende Band, die 2003 mit dem Lied Everybody Cha Cha im deutschsprachigen Raum erfolgreich war. Die Brüder lebten abwechselnd in Basel (Schweiz) und auf Lanzarote (Spanien). 

## Werdegang
Der Vater der drei Brüder Lauro Edoard (* 19. September 1993), Jonni Raphael (* 15. Februar 1991) und Cecil Carlos Remmler (* 12. Dezember 1988) hatte sich 1997 aus dem Musikgeschäft zurückgezogen, um sich um die Familie zu kümmern. Später unterstützte er seine Söhne bei ihrem Bandprojekt, etwa bei der Produktion im eigenen Studio auf Lanzarote.
Die Lieder des Trios stammen aus eigener Feder. Im Sommer 2003 erschien ihre Debütsingle Everybody Cha Cha, die Platz 28 der deutschen Singlecharts erreichte und Fernsehauftritte mit sich brachte, wie unter anderem bei TV total. Der Popsong wurde in englisch und spanisch zweisprachig dargeboten. Die zweite Single Buckle Up ’n’ Chuggeluck erreichte Platz 66 der Charts. 2004 wirkten Cecil Jonni Lauro außerdem in drei Folgen in der Jugendserie Fabrixx mit.
Ein angekündigtes Album wurde nicht mehr veröffentlicht, da die drei ihren Plattenvertrag bei Warner Music verloren. Die letzte Veröffentlichung war eine Coverversion des Liedes Da Da Da, dem erfolgreichsten Stück der Band ihres Vaters mit Trio, per Musik-Download. Das Stück erschien jedoch nicht als Single.
Außerdem veröffentlichte Stephan Remmler im Juli 2006 das mit Cecil gemeinsam produzierte Album 1, 2, 3, 4 …, auf dem alle drei Brüder im Lied Einer muss der Beste sein zu hören sind, das als Single ausgekoppelt wurde. Auf der zugehörigen DVD sieht man Cecil und Jonni in der Begleitband ihres Vaters. Gleich anschließend begann Cecil in Boston ein Studium. Cecil Remmler ist derzeit als Musikproduzent (u. a. für Sido) tätig. Jonni Remmler arbeitet als Drehbuchautor, Lauro Remmler ist als Datananalyst tätig.
2024 erschien der bislang unveröffentlichte Titel Ping Pong im Musikstreaming.

## Filmografie
- 2004: Fabrixx (drei Folgen)

## Diskografie (Singles)
| Jahr | Titel Album                | Höchstplatzierung, Gesamtwochen, AuszeichnungChartplatzierungen (Jahr, Titel, Album, Platzierungen, Wochen, Auszeichnungen, Anmerkungen) | Höchstplatzierung, Gesamtwochen, AuszeichnungChartplatzierungen (Jahr, Titel, Album, Platzierungen, Wochen, Auszeichnungen, Anmerkungen) | Höchstplatzierung, Gesamtwochen, AuszeichnungChartplatzierungen (Jahr, Titel, Album, Platzierungen, Wochen, Auszeichnungen, Anmerkungen) | Anmerkungen                             |
| Jahr | Titel Album                | DE | AT | CH | Anmerkungen                             |
| ---- | -------------------------- | --- | --- | --- | --------------------------------------- |
| 2003 | Everybody Cha Cha –        | DE28 (10 Wo.)DE | AT20 (9 Wo.)AT | CH39 (6 Wo.)CH | Erstveröffentlichung: 7. Juli 2003      |
| 2003 | Buckle Up ‘n’ Chuggeluck – | DE66 (2 Wo.)DE | — | — | Erstveröffentlichung: 10. November 2003 |